# Li Na (Radsportlerin)
Li Na (* 9. Dezember 1982) ist eine ehemalige chinesische Bahnradsportlerin.
2002 wurde Li Na erste Weltmeisterin im Keirin, das erstmals für Frauen in das Programm der Bahn-Weltmeisterschaften aufgenommen worden war. Im selben Jahr errang sie Gold im Sprint bei den Asienspielen in Busan. Beim Weltcuprennen 2003 in Aguascalientes wurde sie Zweite im Keirin.